# فور كولونج (كيبك)
فور كولونج (بالإنجليزية: Fort-Coulonge)‏ هي بلدية محلية في كيبيك تقع في كندا في Pontiac Regional County Municipality. يقدر عدد سكانها بـ 1,377 نسمة ومساحتها 3.20 كم2 .